# Laxita teneta
Laxita teneta is een vlindersoort uit de familie van de prachtvlinders (Riodinidae), onderfamilie Nemeobiinae.
Laxita teneta werd in 1861 beschreven door Hewitson.
De soort staat op de Rode Lijst van de IUCN als "niet bedreigd" (Least Concern). Laxita teneta is endemisch op Borneo.